# Osny
Osny és un municipi francès, situat al departament de Val-d'Oise i a la regió d'Illa de França. L'any 2007 tenia 15.945 habitants.
Forma part del cantó de Cergy-1, del districte de Pontoise i de la Comunitat d'aglomeració de Cergy-Pontoise.

## Demografia

### Població
El 2007 la població de fet d'Osny era de 15.945 persones. Hi havia 5.239 famílies, de les quals 1.134 eren unipersonals (512 homes vivint sols i 622 dones vivint soles), 1.360 parelles sense fills, 2.237 parelles amb fills i 508 famílies monoparentals amb fills.
La població ha evolucionat segons el següent gràfic:
Habitants censats

### Habitatges
El 2007 hi havia 5.527 habitatges, 5.337 eren l'habitatge principal de la família, 46 eren segones residències i 144 estaven desocupats. 3.646 eren cases i 1.862 eren apartaments. Dels 5.337 habitatges principals, 3.907 estaven ocupats pels seus propietaris, 1.294 estaven llogats i ocupats pels llogaters i 137 estaven cedits a títol gratuït; 140 tenien una cambra, 494 en tenien dues, 923 en tenien tres, 1.447 en tenien quatre i 2.333 en tenien cinc o més. 4.207 habitatges disposaven pel capbaix d'una plaça de pàrquing. A 2.370 habitatges hi havia un automòbil i a 2.408 n'hi havia dos o més.

### Piràmide de població
La piràmide de població per edats i sexe el 2009 era:
| Homes | Edats   | Dones |
| ----- | ------- | ----- |
| 4     | 95 o +  | 0     |
| 8     | 90 a 94 | 16    |
| 20    | 85 a 89 | 64    |
| 44    | 80 a 84 | 72    |
| 64    | 75 a 79 | 80    |
| 128   | 70 a 74 | 164   |
| 188   | 65 a 69 | 148   |
| 292   | 60 a 64 | 248   |
| 368   | 55 a 59 | 376   |
| 636   | 50 a 54 | 632   |
| 644   | 45 a 49 | 636   |
| 592   | 40 a 44 | 564   |
| 620   | 35 a 39 | 596   |
| 560   | 30 a 34 | 440   |
| 540   | 25 a 29 | 420   |
| 640   | 20 a 24 | 416   |
| 648   | 15 a 19 | 588   |
| 608   | 10 a 14 | 576   |
| 504   | 5 a 9   | 548   |
| 308   | 0 a 4   | 360   |

## Economia
El 2007 la població en edat de treballar era d'11.317 persones, 7.496 eren actives i 3.821 eren inactives. De les 7.496 persones actives 6.821 estaven ocupades (3.687 homes i 3.134 dones) i 675 estaven aturades (332 homes i 343 dones). De les 3.821 persones inactives 872 estaven jubilades, 1.316 estaven estudiant i 1.633 estaven classificades com a «altres inactius».

### Ingressos
El 2009 a Osny hi havia 5.292 unitats fiscals que integraven 15.173 persones, la mediana anual d'ingressos fiscals per persona era de 22.639 €.

### Activitats econòmiques
Dels 696 establiments que hi havia el 2007, 1 era d'una empresa extractiva, 6 d'empreses alimentàries, 13 d'empreses de fabricació de material elèctric, 16 d'empreses de fabricació d'altres productes industrials, 88 d'empreses de construcció, 191 d'empreses de comerç i reparació d'automòbils, 43 d'empreses de transport, 37 d'empreses d'hostatgeria i restauració, 18 d'empreses d'informació i comunicació, 30 d'empreses financeres, 24 d'empreses immobiliàries, 85 d'empreses de serveis, 99 d'entitats de l'administració pública i 45 d'empreses classificades com a «altres activitats de serveis».
Dels 149 establiments de servei als particulars que hi havia el 2009, 2 eren oficines de correu, 7 oficines bancàries, 3 funeràries, 10 tallers de reparació d'automòbils i de material agrícola, 3 tallers d'inspecció tècnica de vehicles, 2 autoescoles, 20 paletes, 13 guixaires pintors, 6 fusteries, 13 lampisteries, 16 electricistes, 9 empreses de construcció, 10 perruqueries, 18 restaurants, 9 agències immobiliàries, 2 tintoreries i 6 salons de bellesa.
Dels 76 establiments comercials que hi havia el 2009, 2 eren hipermercats, 1 un hipermercat, 2 grans superfícies de material de bricolatge, 2 botigues de més de 120 m², 2 botiges de menys de 120 m², 6 fleques, 2 carnisseries, 2 botigues de congelats, 4 llibreries, 18 botigues de roba, 5 botigues d'equipament de la llar, 2 sabateries, 4 botigues d'electrodomèstics, 4 botigues de mobles, 4 botigues de material esportiu, 2 botigues de material de revestiment de parets i terra, 2 drogueries, 3 perfumeries, 4 joieries i 5 floristeries.
L'any 2000 a Osny hi havia 7 explotacions agrícoles.

## Equipaments sanitaris i escolars
El 2009 hi havia 1 hospital de tractaments de curta durada, 1 hospital de tractaments de mitja durada (seguiment i rehabilitació, 1 centre d'urgències, 1 centre de salut i 5 farmàcies.
El 2009 hi havia 6 escoles maternals i 6 escoles elementals. A Osny hi havia 2 col·legis d'educació secundària, 1 liceu d'ensenyament general i 1 liceu tecnològic. Als col·legis d'educació secundària hi havia 953 alumnes, als liceus d'ensenyament general n'hi havia 602 i als liceus tecnològics 122.

## Poblacions més properes
El següent diagrama mostra les poblacions més properes.